# 横山めぐみ
横山 めぐみ（よこやま めぐみ、1969年9月2日 - ）は、日本の女優。東京都豊島区出身。オスカープロモーションに所属していたが、2021年4月末で退所。2021年7月1日よりプロダクション尾木に所属。

## 来歴
豊島区立時習小学校、豊島区立西巣鴨中学校、東京都立竹早高等学校、青山学院大学文学部二部教育学科卒業。
中学・高校時代は陸上部に所属していた。
1987年放送の『北の国から'87初恋』で純（吉岡秀隆）の初恋相手大里れい役でデビュー。その後ドラマ、CM、バラエティーなど幅広く活躍している。特に2002年放送『真珠夫人』ではヒロイン・瑠璃子を演じた。
1995年には6歳年下のCMナレーターと結婚したが、2002年12月に離婚。2006年5月17日に外資系信販会社の日本支社で副社長を務める二之部守と2度目の結婚。共に再婚同士である。
2022年5月14日、Instagram、Twitterアカウントを開設。

## 人物・エピソード
- 髪の毛は猫っ毛だという[8]。
- 体形維持については「紆余曲折ありました」とした上で「食べ物と睡眠ですね。食べ物を全てかえて、炭水化物を減らして食事内容と量も変えて。睡眠はいくらでも寝ます」と『ぽかぽか』（2023年9月11日放送）で話している[6]。同番組で子供の頃からつけているレシピノートが紹介された。
- 兄は元プロボクサーの横山智彦[9][10]。

## 出演

### テレビドラマ
- 北の国から'87初恋（1987年、フジテレビ） - 大里れい 役
  - 北の国から'89帰郷（1989年）
  - 北の国から'92巣立ち（1992年）
  - 北の国から'95秘密（1995年）
- 旅少女（1987年、NHK）
- NHKドラマスペシャル 雨月の使者（1987年、NHK）
- 川は泣いている（1990年、テレビ朝日）
- 新金色夜叉 百年の恋 （1990年、東海テレビ・フジテレビ系） - お宮 役
- 結婚の理想と現実 （1991年、フジテレビ） - 佐野忍 役
- 世にも奇妙な物語「ま・ば・た・き」（1991年、フジテレビ） - 向井(阿部寛)の恋人 役
- 実録犯罪史シリーズ 恐怖の二十四時間 - 連続殺人鬼 西口彰の最期（1991年、フジテレビ）
- 結婚しないかもしれない症候群（1991年、日本テレビ） - 青木碧 役
- 主婦たちのざけんなヨ!!「不倫防虫剤の効能」（1992年1月10日、フジテレビ） - 白石香 役
- 親愛なる者へ（1992年、フジテレビ） - 三村るい子 役
- ダブル・キッチン（1993年、TBS） - 花岡静 役
- 泣きたい夜もある第10回「訣別-わかれ-」（1993年、毎日放送/TBS） - 主演
- ドラマ新銀河 親子は他人の始まり（1993年、NHK総合）
- 瀬戸内少年野球団（1993年、フジテレビ）
- この世の果て（1994年、フジテレビ） - 加賀美ルミ 役
- 人間・失格〜たとえばぼくが死んだら（1994年、TBS） - 大場夏美 役
- For You（1995年、フジテレビ） - 坂本みゆき 役
- ひと夏のラブレター（1995年、TBS） - 西原弓絵 役
- とおりゃんせ〜深川人情澪通り（1995年、NHK総合）
- 愛とは決して後悔しないこと（1996年、TBS） - 竹内朋子 役
- 不機嫌な果実（1997年、TBS） - 竹田久美 役
- 職員室（1997年、TBS） - 野寺ルミ子 役
- 眠れる森（1998年、フジテレビ） - 玉置春絵 役
- 救急ハート治療室（1999年、関西テレビ） - 村瀬恵子 役
- 平成夫婦茶碗（2000年、日本テレビ） - 百合 役
- 教師びんびん物語（2000年、フジテレビ） - 榎本（野村宏伸）の妻 役
- ブラック・ジャックII（2000年、TBS） - タカシの母親 役
- 陰陽師（2001年、NHK） - 徳子 役
- 生きるための情熱としての殺人（2001年、テレビ朝日） - 大塚由佳里 役
- 真珠夫人（2002年、東海テレビ・フジテレビ系） - 主演・荘田瑠璃子 役
- ママの遺伝子（2002年、TBS） - 三谷里美 役
- ブラックジャックによろしく（2003年、TBS） - 田辺佳子 役
- クニミツの政（2003年、関西テレビ） - 由良桃絵（桃奴） 役
- ビギナー（2003年、フジテレビ） - 黒沢圭子 役
- ナースマンがゆく（2004年、日本テレビ） - 桐島奈津子 役
- 人間の証明（2004年、フジテレビ） - 小山田文枝 役
- 離婚弁護士II 〜ハンサムウーマン〜（2005年、フジテレビ） - 長野和美 役
- 刑事部屋（2005年、テレビ朝日） - 長谷川留美 役
- サプリ（2006年、フジテレビ） - 平野ユミコ 役
- トリプル・キッチン（2006年、TBS） - 寺田静 役
- 相棒 Season 5（2007年、テレビ朝日） - 水原塔子 役
- 翼の折れた天使たち（2007年、フジテレビ） - クラブのママ 役
- お・ばんざい!（2007年、毎日放送） - 桜井菜々子 役
- お江戸吉原事件帖（2007年、テレビ東京） - ひばり（雲雀） 役
- 女子刑務所東三号棟8（2008年、TBS）
- スイート10〜最後の恋人（2008年、TBS） - 沢田るり 役
- キミ犯人じゃないよね? 最終話（2008年、テレビ朝日） - 千葉美由貴 役
- 課長島耕作 （2008年6月25日、日本テレビ） - 島怜子 役
- ママさんバレーでつかまえて（2008年10月4日、2009年10月 - 12月、NHK） - 花子 役
- 小児救命「第5話 - 第8話」（2008年11月 - 12月、テレビ朝日） - 内田篤子 役
- 土曜ワイド劇場「おとり捜査官・北見志穂・バスローブ連続殺人」（2008年12月13日、テレビ朝日）
- 寧々〜おんな太閤記（2009年1月2日、テレビ東京） - とも（秀吉の姉） 役
- RESCUE〜特別高度救助隊 第7話・第8話（2009年3月7日・14日、TBS） - 五十嵐恵美 役
- 金曜プレステージ 警視庁三ツ星刑事 佐々木丈太郎（2009年3月20日、フジテレビ）
- ゴーストフレンズ 第6話（2009年5月14日、NHK） - ゴースト・泉 役
- 橋田壽賀子ドラマ 「となりの芝生」（2009年、TBS） - 高平咲子 役
- 任侠ヘルパー「第6話」（2009年8月13日、フジテレビ） - 徳田百合 役
- メイド刑事 Mission10（2009年9月4日、テレビ朝日） - 宇野粧子 役
- 浅見光彦〜最終章〜「第5話」（2009年11月18日、TBS） - 吉村奈美江 役
- 赤かぶ検事 京都篇「第8話」（2010年3月3日、TBS） - 綾瀬響子 役
- 土曜ワイド劇場「救急救命士・牧田さおり7」（2010年5月1日、テレビ朝日） - 千葉奈緒美 役
- ハガネの女（2010年5月21日 - 7月2日、テレビ朝日） - 中野エリ 役
  - ハガネの女 season2（2011年4月21日 - 6月16日）
- ギルティ 悪魔と契約した女（2010年10月12日 - 12月21日、関西テレビ） - 小山内琴美 役
- 土曜ワイド劇場 「ミステリー作家・六波羅一輝の推理 白骨の語り部」（2010年12月4日、朝日放送） - 北村みなみ 役
- 黄昏流星群 〜C-46星雲〜（2011年2月20日、関西テレビ） - 飛島洋子 役
- さよならぼくたちのようちえん （2011年3月30日、日本テレビ） - 岸本里実 役
- 月曜ゴールデン「森村誠一サスペンス 正義の証明」(2011年9月26日 TBS) 医師：藤谷冴子（ふじたにさえこ）役
- 水曜ミステリー9「捜査検事・近松茂道10」（2011年10月26日、テレビ東京） - 藤代沙代子 役
- 新春スペシャルドラマ もう誘拐なんてしない（2012年1月3日、フジテレビ） - 荒井真由子 役
- 大河ドラマ 「平清盛」（2012年1月 - 12月、NHK） - 御影 役
- 恋愛ニート〜忘れた恋のはじめ方「第6話 - 第7話」（2012年2月24日 - 3月2日、TBS） - 斉藤妙子 役
- 走馬灯株式会社「第1話」（2012年7月16日、TBS） - 関広子 役
- よる☆ドラ「眠れる森の熟女」（2012年9月 - 10月、NHK） - 高岡玲子 役
- 積木くずし 最終章（2012年11月23日・24日、フジテレビ） - 菊池紗織 役
- 宮部みゆきミステリー パーフェクト・ブルー「第8話」（2012年11月26日、TBS） - 麻生亜紀恵 役
- 嘆きの美女（2013年1月 - 3月、NHK BSプレミアム） - 沢山玲子 役
- カウンターのふたり シーズン2 第13話「もうひとつの人生」（2013年1月25日、TwellV） - 沢村真弓 役
- ビブリア古書堂の事件手帖「第10話」（2013年3月18日、フジテレビ） - 鹿山直美 役
- 牙狼-GARO- 〜闇を照らす者〜（2013年4月 - 6月、テレビ東京） - 波奏 役
- 35歳の高校生（2013年4月 - 6月、日本テレビ） - 黛有紀 役
- 猫侍（2013年10月 - 12月、東名阪ネット6、5いっしょ3ちゃんねる） - お静 役
  - 猫侍 SEASON2（2015年4月 - 6月）
- 実験刑事トトリ2「第3話」（2013年10月26日、NHK） - 大坪知里 役
- よろず占い処 陰陽屋へようこそ 「第10話」（2013年12月10日、フジテレビ） - 只野照子 役
- 鼠、江戸を疾る「第3話」（2014年1月23日、NHK） - おしま 役
- 金田一耕助VS明智小五郎ふたたび（2014年9月29日、フジテレビ） - 柳條花陽 役
- 土曜ワイド劇場「逆転報道の女4」（2014年11月22日、朝日放送） - マリン 役
- テレビ東京開局50周年特別企画「松本清張 黒い画集-草-」（2015年3月25日、テレビ東京） - 朝島陽子 役
- 念力家族（2015年3月 - 9月、NHK Eテレ） - 念力静 役
  - 念力家族 SEASON2（2016年4月 - 9月）
- ワイルド・ヒーローズ（2015年4月 - 6月、日本テレビ） - レインマン 役
- 孤独のグルメSeason5 第8話（2015年11月21日、テレビ東京） - 内田・妻 役
- 砂の塔〜知りすぎた隣人（2016年10月 - 12月、TBS） - 阿相寛子 役
- マッサージ探偵ジョー 第1話（2017年4月9日、テレビ東京） - 太田彩愛 役
- ブラックリベンジ（2017年10月5日 - 12月8日、読売テレビ・日本テレビ） - 南條夕子 役
- 科捜研の女 SEASON18 第3話（2018年11月8日、テレビ朝日） - 浅香水絵 役
- 警視庁・捜査一課長スペシャル3（2019年4月21日、テレビ朝日） - 佐東瑞葉 役
- SEDAI WARS（2020年1月6日 - 2月17日、MBS） - 鈴木香織 役[11]
- ウルトラマントリガー NEW GENERATION TIGA 第1・2・24話（2021年7月10日・7月17日、2022年1月15日、テレビ東京） - マナカレイナ 役[12]
- インビジブル 第7話（2022年5月27日、TBS） - 早坂文江 役[13]
- 真夏のシンデレラ 第7話（2023年8月21日、フジテレビ） - 茜 役[14]
- 遺留捜査スペシャル（2023年9月21日、テレビ朝日） - 坂上千尋 役[15]
- 家政夫のミタゾノ 第6シリーズ 第3話（2023年10月24日、テレビ朝日） - 西園寺渚 役[16][17]
- 買われた男（2024年4月18日 - 6月20日、テレビ大阪） - 蓮見依子 役[18]
- 警視庁ゼロ係〜スカイフライヤーズ〜（2024年7月22日、テレビ東京） - 白鳥史子 役[19]

### 映画
- アニメ 源氏物語（東映動画 1987年） - 声の出演：紫の上
- 宇宙の法則（1990年、大映） - 美紀 役
- ちぎれた愛の殺人（1993年、東京テアトル）
- GONIN（1995年、松竹） - ナミィー 役
- ぐるりのこと。（2008年） - 資産家の母親 役
- ICHI（2008年） - 十馬の母 役
- ワカラナイ WHERE ARE YOU?（2009年）
- アンフェア the answer（2011年）
- 猫侍（2014年） - お静 役
- スパイスより愛を込めて。（2023年6月2日、ブロードメディア） - 端目美帆 役[20][21]

### 舞台
- 道元の冒険（2008年）
- 黒革の手帖（2009年）

### その他のテレビ番組
- SMAP×SMAP（フジテレビ）
- 世界ふれあい街歩き（2009年11月20日、NHK）語り
- 奇跡の地球物語〜近未来創造サイエンス（2009年11月22日、テレビ朝日）ゲストナレーション

### CM
- JR東海『シンデレラ・エクスプレス』（1992年）
- ユニ・チャーム（1994年）
- P&G『パンテーン』（1996年）
- ハウス食品『カレーセレクト』（1999年）
- 任天堂『マリオテニス64』（2000年）
- 任天堂『マリオテニスGB』（2000年）
- 大塚食品『薫り立つカレー』（2002年）
- ヤマサ『昆布ぽん酢』（2009年） 『メロメロ』篇、買い物途中の主婦役

### ゲーム
- 春ゆきてレトロチカ（2022年5月12日） - 四十間蓉子 / 庄田せつ / 理奈 役

### 書籍
- SHINCHO MOOK 037 月刊 横山めぐみ（2002年、新潮社）
- SleepingBeauty（2014年、日之出出版）